# 萨莫伊洛夫卡 (萨拉托夫州)
萨莫伊洛夫卡（羅馬化：Samoylovka）是俄罗斯萨拉托夫州的市级镇，为该州萨莫伊洛夫卡区行政中心及规模最大聚居地。地处萨拉托夫州西部，位于顿河流域梅德韦季察河一支流捷尔萨河畔，州府萨拉托夫西南方，靠近该州与伏尔加格勒州的州界。南部设有铁路车站。
该地2022年人口有6,357人；2010年人口7,580；2002年人口8,648；1989年人口8,460。